# Free Studio
Free Studio — условно-бесплатный набор мультимедиа программ, разработанный Digital Wave Ltd. (DVDVideoSoft Ltd.).
Программа Free Studio 5.0 была названа в списке «PC Magazine/RE. Лучшее ПО 2010 г.».
Планируется портирование под macOS.

## Описание программы
Free Studio содержит набор из 50 программ, сгруппированных в секции: YouTube, MP3 и Аудио, CD-DVD-BD, DVD и Видео, Фото, Мобильные телефоны, Устройства Apple, 3D.

## Возможности
- Секция YouTube содержит инструменты для загрузки видео с YouTube, извлечения из него аудиодорожек, конвертации для iPod или PSP, а также записи видео на DVD-диск.[6] Программа Free YouTube to MP3 Converter вошла в пятерку популярных программ Chip Magazine Top 100 Chart.[7]
- Секция MP3 и Аудио включает в себя программы для конвертирования аудиофайлов в другие форматы, извлечение аудиодорожки из видеофайлов, редактирования и записи файлов на CD-диски.
- Секция CD, DVD, BD содержит программы для записи файлов на оптический носитель.
- Секция DVD и видео содержит программы для конвертирования и редактирования видеофайлов.
- Секция Фотки включает в себя программы для изменения размеров изображений, извлечения JPEG-кадров из видео, записи видео с экрана монитора, создания скриншотов.
- Секция Мобилки включает в себя программы для конвертирования файлов, пригодных для открытия на мобильных устройствах (сотовые телефоны, смартфоны, игровые приставки).
- Секция Устройства Apple аналогична секции Мобилки, но предназначена для устройств, производимых компанией Apple.[8]
- Секция 3D предназначена для преобразования видео- или фотофайлов в 3D.
- В версии 5.3.3 было добавлено 2 новые программы: Free Video to Sony PlayStation Converter и Free Video to Nintendo Converter.
- В версии 6.2.0 добавлены «Free Torrent Download» для скачивания BitTorrent и «Free Dailymotion Download» для скачивания видео с хостинга Dailymotion.com

## Поддерживаемые форматы
- Видео:
  - Вход: .avi; .ivf; .div; .divx; .mpg; .mpeg; .mpe; .mp4; .m4v; .wmv; .asf; .webm; .mkv; .mov; .qt; .ts; .mts; .m2t; .m2ts; .mod; .tod; .vro; .dat; .3gp2; .3gpp; .3gp; .3g2; .dvr-ms; .flv; .f4v; .rm; .rmm; .rv; .rmvb; .ogv; DVD video
  - Выход: .mp4; .wmv; .avi; .mkv; .webm; .flv; .swf; .mov; .3gp; .m2ts; DVD video

- Аудио:
  - Вход: .mp3; .wav; .aac; .m4a; .m4b; .wma; .ogg; .flac; .ra; .ram; .amr; .ape; .mka; .tta; .aiff; .au; .mpc; .spx; .ac3; audio cd
  - Выход: .mp3; .m4a; .aac; .wav; .wma; .ogg; .flac; .ape; audio cd

- Изображения:
  - Вход: .jpg, .png, .bmp, .gif, .tga
  - Выход: .jpg, .png, .bmp, .gif, .tga, .pdf

## Поддерживаемые языки
Free Studio поддерживает 17 языков интерфейса:
- Немецкий
- Английский
- Испанский
- Французский
- Итальянский
- Нидерландский
- Польский
- Португальский
- Русский
- Китайский
- Японский